# Rondine (araldica)
In araldica la rondine simboleggia i viaggi oltremare, le lunghe peregrinazioni in terra straniera e l'affezione alla propria terra, oltre che uguaglianza tra i cittadini. Secondo la mitologia greca si trattava della trasformazione di Progne, figlia di Pandione, re d'Atene, e sorella di Filomela a sua volta trasformata in usignolo.

Rondine al naturale (stemma di Bad Schwalbach, Germania)
Rondine in volo al naturale (Predazzo)
Volo di tre rondini (Giavera del Montello)
Tre rondini, due nere e una bianca (Rondissone)
Cinque rondini in volo in formazione a cuneo rovesciato (Aprilia)
Partito d'oro e di verde, alla rondine al naturale attraversante (Badia del Vallès, Spagna)